# 토다 레이
토다 레이(일본어: 戸田れい, 1987년 2월 9일 ~ )는 일본의 그라비아 아이돌 출신의 배우이다.

## 같이 보기
- 그라비아 아이돌